# Skryte Wrótka
Skryte Wrótka – przełęcz położona na wysokości 1802 m n.p.m. w grani głównej Tatr Zachodnich, w grupie trzech Suchych Czub. Znajduje się pomiędzy najbardziej na zachód położoną Małą Suchą Czubą (1832 m) a Pośrednią Suchą Czubą (1844 m). Taką nazwę (Skryte Wrótka) podają niektóre mapy, Władysław Cywiński w swoim przewodniku nazywa ją Niżnim Kondrackim Karbem.
Jest to skalista przełęcz mająca dwa siodła oddzielone niewielką i nienazwaną turniczką, niższe z nich jest siodełko zachodnie, położone bliżej Małej Czuby. Spod przełączki na północną stronę, do polskiej Doliny Suchej Kondrackiej opada urwisty i zawalony piargami żleb o względnej wysokości ok. 110 m. Stoki od południowej, słowackiej strony są bardziej łagodne i opadają do Doliny Cichej, ale jej dno położone jest znacznie niżej (względna wysokość ok. 560 m) i ze stoków tych zimą schodzą duże lawiny.
Przez Suche Czuby prowadzi popularny szlak turystyczny. Omija on ich szczyty, trawersując je południowymi stokami, ale dochodzi do wcięcia Skrytych Wrótek. Na przełączce tej często odpoczywają turyści. Skutkuje to dużą ilością śmieci u wylotu żlebu w Dolinie Suchej Kondrackiej.

## Szlaki turystyczne
– odcinek czerwonego szlaku z Kasprowego Wierchu granią główną Tatr przez Goryczkową Czubę i Suche Czuby do Przełęczy pod Kopą Kondracką. Czas przejścia: 1:40 h, z powrotem 1:20 h

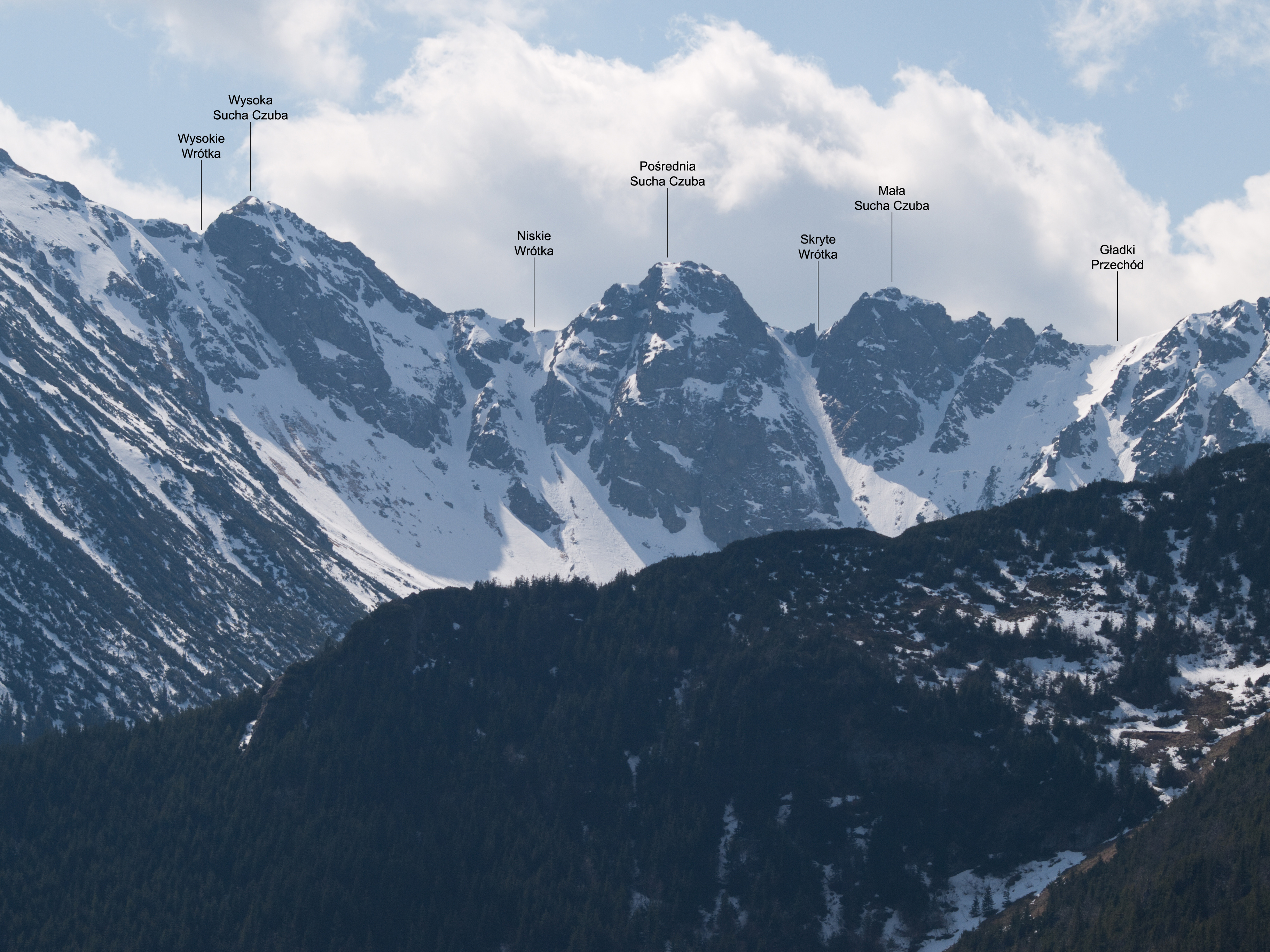
Widok od północnej strony